# Entreprise nationale des industries électroniques
L’Entreprise nationale des industries électroniques (ENIE) est une entreprise publique algérienne spécialisée dans la fabrication de produits audio et vidéo et de composants électroniques.
ENIE produit des téléviseurs toutes gammes confondues, des téléphones smartphones, des tablettes tactiles, des ordinateurs de bureau, des panneaux solaires, des cartes mères, des circuits imprimés et des appareils de télésurveillance.

## Historique
L'ENIE a été créée en 1982, à la suite de la restructuration de la Sonelec qui regroupait depuis sa création en 1978 plusieurs filiales. En 1989, elle devient automne, et sera érigée en société par actions. Son siège social est situé à Sidi Bel Abbès, son effectif passe de 6 000 employés en 1994 à 1 870 en 2009 à la suite de nombreux plans de redressement et de la fermeture de plusieurs unités de production.
Leader de l'industrie électronique en Algérie, l'entreprise a connu une grave crise financière qui a failli provoquer sa faillite et qui a abouti à la fermeture de plusieurs unités de production : Ras El Ma en 2006 et Telagh en 2008. Le gouvernement algérien a mis en place une aide financière pour l'acquisition de nouveaux équipements de production et le lancement de nouvelles gammes de produits, mais également la formation du personnel.
Par décret présidentiel N°09-223 du 29 juin 2009, publié au journal officiel; il a été créé au sein de la société un établissement public à caractère industriel et commercial relevant du secteur économique de l' Armée nationale populaire pour l'établissement d'une plate-forme de systèmes électroniques à l'usine de Sidi Bel Abbès.
En 2015, l'entreprise s'est lancée dans la production des panneaux solaires d’une capacité de 3 mégawatts.
Un pacte d'actionnariat a été signé en 2017 entre le groupe public Elec El-Djazair via sa fillale ENIE et le Groupe industriel des ciments d'Algérie avec le groupe industriel français à dimension internationale Schneider Electric pour la construction d'une usine à Sidi Bel Abbès qui produira des équipements électriques de basse, moyenne et haute tensions, des armoires de commandes, des onduleurs pour les stations photovoltaïques et divers autres équipements destinés au secteur de l'énergie.
En 2018, l'usine d'intégration électronique à Sidi Bel Abbès, rénovée après l’incendie qui l'a ravagée en 2015, a été remise en service par les ministres de l’Industrie et des Mines, Youcef Yousfi, et la ministre de la Poste, des Télécommunications, des Technologies et du Numérique, Houda-Imane Faraoun. Cette unité se chargera de l'opération de fabrication des terminaux de paiement électronique et des équipements de réception de communication par satellite pour l’exploitation du satellite algérien Alcomsat-1 dans le cadre d’une convention signée entre les secteurs de l’industrie et des mines et des télécommunications, des technologies et du numérique.
En 2021, le ministre de l'industrie Ahmed Zeghdar, a annoncé que trois unités de l’Entreprise nationale des industries électroniques (Enie) seront remises en marche. La première unité est spécialisée dans le recyclage des déchets d’appareils électroniques et de machines informatiques, la deuxième unité sera un partenariat entre l’Enie et le groupe publique Agrodiv qui activera dans l’agroalimentaire, et enfin la troisième unité sera un groupe d’intérêt économique spécialisé dans la fabrication de matériel médical et de ses fournitures.
Le 14 décembre 2021, l'entreprise a signé un contrat de joint venture avec la société italienne Fimer en vue de la création de Fimer Algérie, spécialisée dans la fabrication d’onduleurs, d’unités de commutation pour centrales solaires et d’instruments de contrôle pour l’industrie de l’énergie photovoltaïque.
En 2022, la société s'est lancée dans la production de tablettes numériques et chariots de chargement, à la suite d'un contrat signé avec le ministère algérien l’Education nationale, pour les distribuer aux écoles primaires.

## Produits
- Téléviseurs LED, SMART
- Téléphones Smartphones
- Tablettes tactiles
- Ordinateurs de bureau
- Ordinateurs portables
- Cartes mères
- Home Cinéma
- Vidéo projecteurs
- Récepteurs satellites
- Panneaux solaires photovoltaïques
- Système de vidéo surveillance
- Système d’affichage dynamique
- Centrale d’alarme
- Système de contrôle d’accès